# Ranchrawee Uakoolwarawat
Ranchrawee Uakoolwarawat (en tailandés: รัญชน์รวี เอื้อกูลวราวัตร; 9 de septiembre de 1998), también conocida con su apodo Mint. Es una actriz y modelo tailandesa afiliada a la cadena de televisión Canal 3. Anteriormente fue una joven jugadora de bádminton a nivel nacional. Es conocida por su papel como "Anda" en la serie "Juegos del Amor" y por su interpretación de "Duj Apsorn" en la serie "El Corazón del Dios" en el episodio "Duj Apsorn".

## Biografía
Ranchrawee es la segunda de 3 hermanos; tiene un hermano mayor y uno menor. Profesa la tradición budista theravada. Completó su educación secundaria en la Escuela Suranaree Witthaya y actualmente cursa una licenciatura en Desarrollo de Recursos Humanos en la Universidad Ramkhamhaeng, además de Administración de Empresas con especialización en Marketing en la Universidad Rangsit. También fue atleta de bádminton por la provincia de Nakhon Ratchasima, ganando una medalla de plata en los Juegos Nacionales de la Juventud, así como una medalla de bronce en el Festival Nacional del Deporte y recibió un trofeo real de Su Alteza Real la Princesa Maha Chakri Sirindhorn.